# Chelotropella
Chelotropella é um gênero de esponja marinha da família Calthropellidae.

## Espécies
- Chelotropella neocaledonica Lévi & Lévi, 1983
- Chelotropella sphaerica Lendenfeld, 1907